# Giovanna I di Navarra
Giovanna I di Navarra o Giovanna di Champagne Juana in spagnolo e asturiano, Joana in galiziano, in portoghese, in catalano e in basco, Chuana in aragonese, Jeanne in francese, Joan in inglese e Johanna in tedesco e in fiammingo, come in latino (Bar-sur-Seine, 14 gennaio 1273 – Castello di Vincennes, 2 aprile 1305), fu regina di Navarra, contessa di Champagne e Brie dal 1274, Regina consorte di Francia dal 1285 fino alla morte.

## Origine
Secondo le Gesta Philippi Tertii Francorum Regis, era la figlia secondogenita del re di Navarra (con il nome di Enrico I) e conte di Champagne e Brie (con il nome di Enrico III) Enrico di Navarra e di Bianca d'Artois, che ancora secondo le Gesta Philippi Tertii Francorum Regis, era la nipote del re di Francia Luigi IX il Santo e sorella del conte di Artois, Roberto II (sorore comitis Attrebatensis Roberti), e che secondo la Genealogia Ducum Brabantiæ Heredum Franciæ era figlia del conte di Artois, Roberto I (figlio del re di Francia Luigi VIII e di Bianca di Castiglia) e Matilde del Brabante (1248-1302).
Enrico di Navarra era il figlio maschio ultimogenito di Tebaldo il Saggio, re di Navarra (Tebaldo I), conte di Champagne (Tebaldo IV) e conte di Brie, e della sua terza moglie Margherita di Borbone-Dampierre (†1256), che, secondo la cronaca di Alberic de Trois-Fontaines era la figlia secondogenita del signore di Borbone Arcimbaldo VIII e di Guigone de Forez, figlia di Guido III Conte di Forez e della sua seconda moglie, Adelasia.

## Biografia
Nel 1273 suo fratello primogenito Tebaldo morì a causa di una caduta avvenuta nel castello di Estella. Giovanna, all'età di pochi mesi, divenne così l'erede del regno di Navarra e delle contee di Champagne e di Brie.
Subito dopo la nascita Giovanna era stata fidanzata con Enrico di Windsor (1267-1274) il figlio primogenito del re d'Inghilterra Edoardo I. Un documento datato 1º settembre 1273, riportato nel Diccionario de Antigüedades del Reino de Navarra riferisce l'accordo tra Edoardo I (Edbbardus…rex Anglie) ed Enrico I (Henricus…rex Navarre, Campanie et Brie, comes palatinus) per il matrimonio tra Giovanna (Henricus rex…Johannam filiam nostrum et heredem) e Enrico di Windsor (Henrico filio primogenitor et heredi…Edbbardi regis Anglie))
Suo padre, Enrico I morì, sembra a causa dell'obesità, nel 1274, all'età di trent'anni e secondo la Cronaca di Guglielmo di Nangis, Enrico morì nel regno di Navarra (Henricus rex Navarræ comesque Campaniæ in regno Navarræ), e fu tumulato a Pamplona, e Giovanna (unicam filiam Johannam), di circa un anno, gli succedette, sotto la tutela della madre, Bianca d'Artois, che era cugina del re di Francia Filippo l'Ardito, e che portò con sé Giovanna alla corte di Francia, a Parigi.
Dopo essere giunta a Parigi, fu, annullato il fidanzamento inglese, anche per la morte di Enrico di Windsor e, nel maggio del 1275, a Orléans, Giovanna fu fidanzata all'erede al trono di Francia, Filippo il Bello.
In conseguenza al nuovo fidanzamento il re di Francia, Filippo III, inviò immediatamente in Navarra Eustache de Beaumarchez per curare gli interessi della piccola cugina, regina di Navarra, e gli eserciti francesi si impadronirono della Navarra, che fu governato da funzionari francesi, anche se nominalmente il regno era retto da Bianca.
Le contee di Champagne e di Brie, invece continuarono a essere governate dalla reggente, la madre di Giovanna, Bianca.
Sua madre, Bianca d'Artois, nel 1276, si sposò in seconde nozze con il fratello del re d'Inghilterra Edoardo I, il primo conte di Lancaster, anche lui vedovo da due anni, Edmondo Plantageneto, il figlio secondogenito maschio del re d'Inghilterra e duca d'Aquitania Enrico III e di Eleonora di Provenza. Il matrimonio è ricordato dalle Gesta Philippi Tertii Francorum Regis (sororem ejusdem comitis -comes Attrebati Robertus- relictam regis Navarræ Henrici e Edmundo fratri regis Angliæ Edoardi), mentre il Recueil des historiens des croisades. Historiens occidentaux. ci ricorda che Bianca ed Edmondo continuarono a governare le due contee, sino a che Giovanna avesse raggiunto la maggiore età; mentre Elena Woodacre, nel suo The Queens regnant of Navarre sostiene che Bianca continuò a governare le due contee, assieme al marito, anche dopo che Giovanna aveva raggiunto la maggiore età.
Il 16 agosto del 1284 Giovanna (Johannam filiam defuncti regis Navarræ comitisque Campaniæ Henrici), all'età di circa dodici anni, sposò, nella cattedrale di Parigi, Notre-Dame, come riporta la Cronaca di Guglielmo di Nangis, Filippo il Bello, figlio secondogenito del re di Francia Filippo III l'Ardito (Philippus regis Franciæ Philippi filius major natu) e di Isabella d'Aragona, che, per diritto di matrimonio, divenne Filippo I di Navarra.
L'anno seguente, nel 1285, alla morte di Filippo III l'Ardito, Giovanna, assieme al marito Filippo il Bello, divenne regina di Francia.
Giovanna si interessò solo delle contee di Champagne e di Brie, prima coadiuvando, e poi subentrando alla madre, mentre il regno di Navarra fu governato dal marito, Filippo.
Sebbene dinastico, il matrimonio fu felice: Filippo e Giovanna ebbero una relazione solida e la dipendenza emozionale del re verso la moglie è stata suggerita come una delle ragioni che portarono Giovanna a non visitare mai il proprio Regno di Navarra; nel 1294, Filippo nominò la moglie come reggente di Francia ma non le affidò formalmente alcun'incarico ufficiale di governo, salvo che per i propri domini privati di Navarra e Champagne.
Giovanna morì nel 1305 (è riportata la data del 31 marzo o 2 aprile) in circostanze non del tutto chiare: nel 1308 Filippo IV fece incarcerare il vescovo di Troyes Guichard con l'accusa di avere assassinato la moglie tramite stregoneria per poi disporne il rilascio nel 1313.
Gli Obituaires de Sens Tome I.2, Sainte-Chapelle, riportano la morte di Giovanna il 31 marzo (II Kal Apr obituary triplex domine Johanne, quondam regine Francie et Navarre), mentre il Continuatio Chronici Guillelmi de Nangiaco riporta che Giovanna (Johanna regina Franciæ et Navarræ, Britanniæ et Campaniæ comitissa) morì in aprile (mense aprili) a Vincennes (apud nemus Vincennarum) e venne tumulata a Parigi, nel convento dei Cordeliers (Ordine dei frati minori conventuali).
La corona di Navarra, assieme alle contee di Champagne e di Brie, fu ereditata dal figlio Luigi, che una decina d'anni dopo divenne anche re di Francia (Luigi X) e le due corone, di Francia e di Navarra, rimasero unite per più di mezzo secolo, mentre la contee di Champagne e di Brie, con Luigi X, furono incorporate nel regno di Francia.

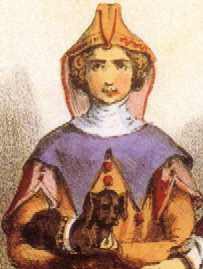
Giovanna I di Navarra
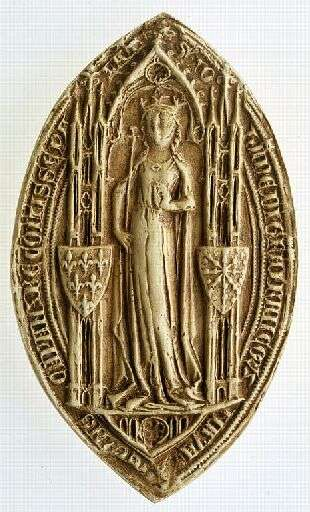
Sigillo di Giovanna I di Navarra
Scudo di Navarra, dopo che le contee di Brie e di Champagne furono annesse alla Francia nel 1316
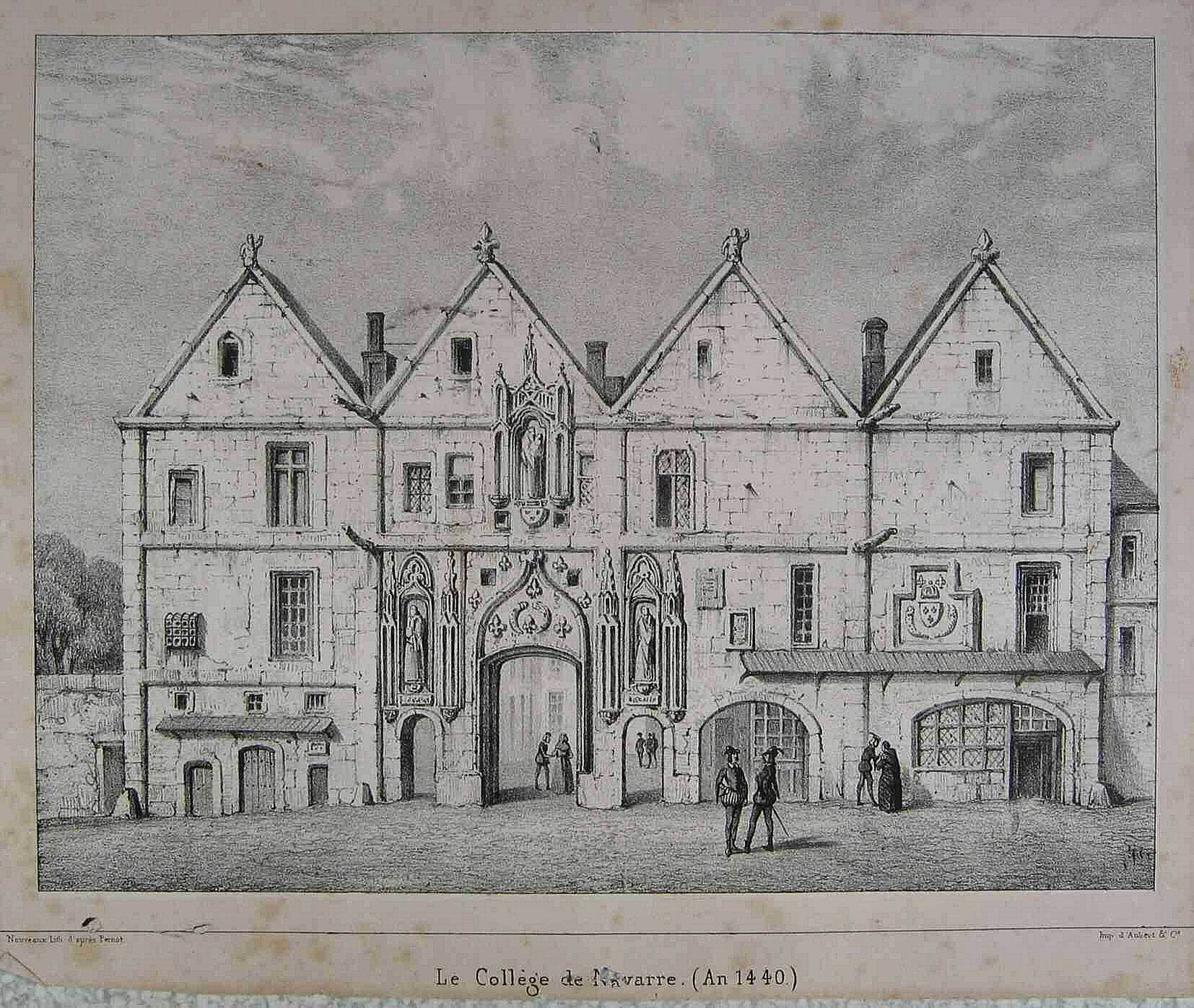
Collegio di Navarra, a Parigi, fondato da Giovanna I, in un disegno del 1440
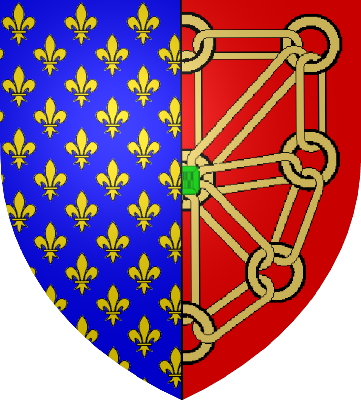
Scudo di Francia-Navarra, nel XIV secolo dopo l'unificazione dei regni

## Discendenza
Giovanna e Filippo ebbero sette figli:
- Margherita (1288-1300), fidanzata, nel 1294, con l'erede al trono di Castiglia, Ferdinando (1285-1312)[20];
- Luigi X - (1289 - 1316), re di Francia[21];
- Bianca (1290-1294)[20];
- Filippo V - (1291 - 1322) re di Francia[22];
- Isabella (1292 - 1358) sposò il re d'Inghilterra Edoardo II[20];
- Carlo IV - (1294 - 1328), re di Francia[22];
- Roberto (1297-1308), fidanzato nel 1306 con Costanza, figlia del re di Sicilia Federico III di Aragona[22].

Tutti e tre i figli che raggiunsero l'età adulta divennero re di Francia e morirono senza eredi maschi, aprendo un problema di successione al trono che portò sul trono di Francia il ramo cadetto dei Valois, Inoltre, dato che l'unica figlia femmina sopravvissutale, Isabella, grazie al matrimonio con Edoardo II d'Inghilterra, era divenuta regina d'Inghilterra, e, suo figlio, Edoardo III d'Inghilterra, non aveva accettato di buon grado la successione dei Valois, fu tra le cause che determinarono le ostilità tra Francia e Inghilterra e che portarono alla guerra dei cent'anni.

## Ascendenza
|                                 |                       |                            | Genitori                   |  |  | Nonni |  |  | Bisnonni                 |  |  | Trisnonni             |  |
|                                 |                       |                            |                            |  |  |       |  |  | Tebaldo III di Champagne |  |  | Enrico I di Champagne |  |
|                                 |                       |                            |                            |  |  |       |  |  | Tebaldo III di Champagne |  |  | Enrico I di Champagne |  |
|                                 |                       | Marie di Francia           |                            |  |  |       |  |  | Tebaldo III di Champagne |  |  |                       |  |
| Tebaldo I di Navarra            |                       |                            |                            |  |  |       |  |  | Tebaldo III di Champagne |  |  |                       |  |
|                                 |                       | Blanca di Navarra          | Sancho VI di Navarra       |  |  |       |  |  |                          |  |  |                       |  |
|                                 |                       | Blanca di Navarra          | Sancho VI di Navarra       |  |  |       |  |  |                          |  |  |                       |  |
|                                 |                       | Blanca di Navarra          | Sancha di León e Castiglia |  |  |       |  |  |                          |  |  |                       |  |
| Enrico I di Navarra             |                       | Blanca di Navarra          |                            |  |  |       |  |  |                          |  |  |                       |  |
|                                 |                       | Arcimbaldo VIII di Borbone | Guy II di Dampierre        |  |  |       |  |  |                          |  |  |                       |  |
|                                 |                       | Arcimbaldo VIII di Borbone | Guy II di Dampierre        |  |  |       |  |  |                          |  |  |                       |  |
|                                 |                       | Arcimbaldo VIII di Borbone | Matilde I di Borbone       |  |  |       |  |  |                          |  |  |                       |  |
| Margherita di Borbone-Dampierre |                       | Arcimbaldo VIII di Borbone |                            |  |  |       |  |  |                          |  |  |                       |  |
|                                 |                       | Beatrice di Montluçon      | Arcimbaldo di Montluçon    |  |  |       |  |  |                          |  |  |                       |  |
|                                 |                       | Beatrice di Montluçon      | Arcimbaldo di Montluçon    |  |  |       |  |  |                          |  |  |                       |  |
|                                 |                       | Beatrice di Montluçon      | Adelasia                   |  |  |       |  |  |                          |  |  |                       |  |
| Giovanna di Navarra             |                       | Beatrice di Montluçon      |                            |  |  |       |  |  |                          |  |  |                       |  |
|                                 | Luigi VIII di Francia | Filippo II di Francia      |                            |  |  |       |  |  |                          |  |  |                       |  |
|                                 | Luigi VIII di Francia | Filippo II di Francia      |                            |  |  |       |  |  |                          |  |  |                       |  |
|                                 | Luigi VIII di Francia | Isabella di Hainaut        |                            |  |  |       |  |  |                          |  |  |                       |  |
| Roberto I d'Artois              | Luigi VIII di Francia |                            |                            |  |  |       |  |  |                          |  |  |                       |  |
|                                 |                       | Bianca di Castiglia        | Alfonso VIII di Castiglia  |  |  |       |  |  |                          |  |  |                       |  |
|                                 |                       | Bianca di Castiglia        | Alfonso VIII di Castiglia  |  |  |       |  |  |                          |  |  |                       |  |
|                                 |                       | Bianca di Castiglia        | Eleonora d'Inghilterra     |  |  |       |  |  |                          |  |  |                       |  |
| Bianca d'Artois                 |                       | Bianca di Castiglia        |                            |  |  |       |  |  |                          |  |  |                       |  |
|                                 |                       | Enrico II di Brabante      | Enrico I di Brabante       |  |  |       |  |  |                          |  |  |                       |  |
|                                 |                       | Enrico II di Brabante      | Enrico I di Brabante       |  |  |       |  |  |                          |  |  |                       |  |
|                                 |                       | Enrico II di Brabante      | Matilde delle Fiandre      |  |  |       |  |  |                          |  |  |                       |  |
| Matilde del Brabante            |                       | Enrico II di Brabante      |                            |  |  |       |  |  |                          |  |  |                       |  |
|                                 |                       | Maria di Svevia            | Filippo di Svevia          |  |  |       |  |  |                          |  |  |                       |  |
|                                 |                       | Maria di Svevia            | Filippo di Svevia          |  |  |       |  |  |                          |  |  |                       |  |
|                                 |                       | Maria di Svevia            | Irene Angela               |  |  |       |  |  |                          |  |  |                       |  |
|                                 |                       | Maria di Svevia            |                            |  |  |       |  |  |                          |  |  |                       |  |

### Fonti primarie
- (LA)  Chronique de Guillaume de Nangis/Règne de Philippe III le Hardi (1270-1285).
- (LA)  Obituaires de la province de Sens. Tome I.2.
- (LA)  Monumenta Germanica Historica, tomus XXIII.
- (LA)  Monumenta Germaniae Historica, Scriptores, tomus XXV.
- (LA)  Recueil des historiens des Gaules et de la France. Tome 20.
- (LA)  Diccionario de Antigüedades del Reino de Navarra.
- (FR)  Histoire généalogique et chronologique de la maison royale de France.
- (FR)  William of Tyre, Recueil des historiens des croisades. Historiens occidentaux..

### Letteratura storiografica
- Hilda Johnstone, Francia: gli ultimi Capetingi, in Storia del mondo medievale, Cambridge, 1999.
- Sophia Menache, Clement V, Cambridge, Cambridge University Press, 1998, ISBN 0521592194.
- Elena Woodacre, The Queens regnant of Navarre, New York, Palgrave Macmillan, 2013, ISBN 978-1-137-33914-0.